# Seznam českých šlechtických rodů, B
Tento seznam obsahuje výčet šlechtických rodů, které byly v minulosti spjaty s Českým královstvím Podmínkou uvedení je držba majetku, která byla v minulosti jedním z hlavních atributů šlechty, případně, zejména u šlechty novodobé, jejich služby ve státní správě na území Českého království či podnikatelské aktivity. Platí rovněž, že u šlechty, která nedržela konkrétní nemovitý majetek, jsou uvedeny celé rody, tj. rodiny, které na daném území žily alespoň po dvě generace, nejsou tudíž zahrnuti a počítáni za domácí šlechtu jednotlivci, kteří zde vykonávali pouze určité funkce (politické, vojenské apod.) po přechodnou či krátkou dobu. Nejsou rovněž zahrnuti církevní hodnostáři z řad šlechty, kteří pocházeli ze šlechtických rodů z jiných zemí.

## B
- Baderští z Újezda[1]
- Bahenští z Lukova[2]
- Bachofenové z Echtu[3]
- Bailletové de la Tour[3]
- Baillouové[3]
- Balbínové z Vorličné[1]
- z Baršova[1]
- Baršové z Kamenice[1]
- Bartodějští z Bartoděj[1]
- Bartoňové z Dobenína[3]
- Battagliové[3]
- Bauerové (1867)[3]
- Bavorové ze Strakonic[4]
- Beaufort-Spontiniové[3]
- Beesové z Chrostiny [3]
- Bedřichovští z Lomné
- z Bechyně[1]
- Bechyňové z Lažan[1]
- Bejčkové z Nespečova[1]
- Bejšovcové z Bejšova[1]
- Belcrediové[1]
- Bellegardové[3]
- Belvicové z Nostic
- Benedové z Nečtin
- Benešovci
- Beníkové z Petrsdorfu[1]
- Beníškové z Dobroslavi[3]
- z Bergova
- Berchem-Heimhausenové[3]
- Berchtoldové z Uherčic
- Berkové z Dubé
- Beřkovští ze Šebířova
- Běškovcové z Běškovic[1]
- Betenglové z Neyperka[5]
- Bethmannové[3]
- Běšinové[3]
- Bellegardové[3]
- Bezděkovští z Římku
- z Biberštejna
- Bissingenové
- z Bílé
- Bílkové z Bilenberka[6]
- Bírkové z Násile[1]
- z Bischofswerde[6]
- Bítovští z Lichtenburka
- Blanckensteinové[3]
- Blaničtí z Blanice
- Blehové z Těšnice
- Blektové z Útěchovic[1]
- Blíživští z Blíživy[7]
- Blümegenové
- Blumencronové[3]
- Bohdanečtí z Hodkova
- Bohušové z Otěšic
- Bojakovští z Knurova[1]
- Boleslavští z Ritteršteina[3]
- Boosové zu Waldeck[3]
- Boryňové ze Lhoty
- Boříkovští z Košumberka[1]
- Bořitové z Budče[1]
- Bořitové z Martinic

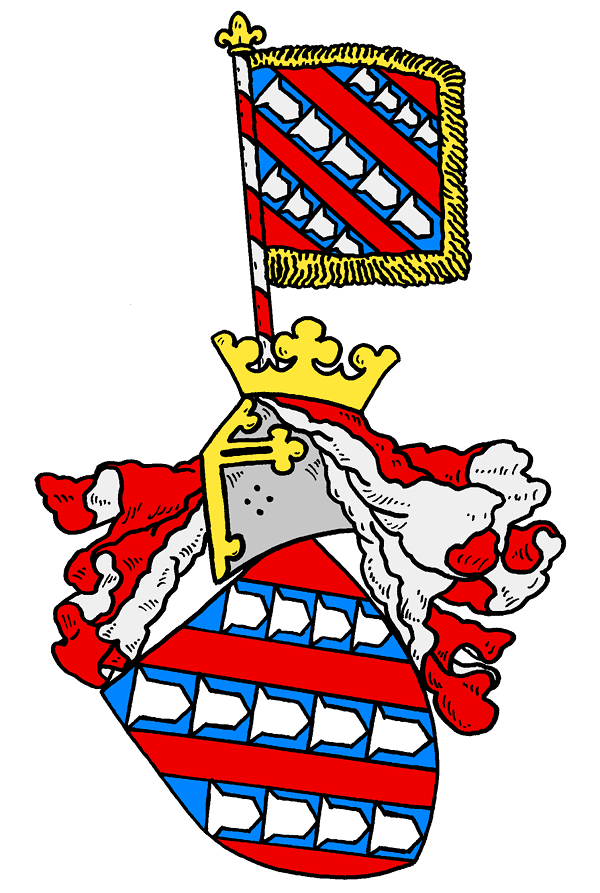
Erb Buquoyů

- Bořek-Dohalští (Bořkové z Dohalic, Bořkové z Miletínka, Bořkové z Poličan, Nové vsi a Hrádku)
- Boskovicové
- Bošovští z Polánky
- Božejovští z Božejova
- Boubínští z Újezda[1]
- Bradlečtí z Mečkova[1]
- Bradští z Labouně[1]
- Brandisové[3]
- Brandlínští ze Štěkře[1]
- Branišovští z Branišova[1]
- Bredové[7]
- Brechlerové z Troskowitz[3]
- Broumové z Chomutovic[2]
- Broumové z Miřetic[1]
- Bruntálští z Vrbna
- Bryknarové z Brukštejna[5]
- Březští z Ploskovic[1]
- Břízští z Březí[1]
- Bubnové z Litic[3]
- Budovcové z Budova
- Bukovanští z Bukovan
- Bukovští z Hustířan[1]
- Bukůvkové z Bukůvky
- z Bünau[1]
- z Buřenic[1]
- Buquoyové de Longueval
- Butzové z Rolsbergu
- Buzici
- Buzičtí z Buzic[1]
- Býšovcové z Býšova